# Musée Boribana
 (septembre 2018).
Améliorez-le ou discutez des points à vérifier. 
Le musée Boribana est un musée consacré à l'art contemporain situé à Dakar, au Sénégal.

## Description
Ce musée consacré à l'art contemporain africain constitue aussi une résidence d'artistes. Il a été fondé en 1998 sur fonds privés et depuis le 12 décembre 2014 appartient à l’État du Sénégal.
Le terme Boribana signifie précisément en langue Mandingue « la course est terminée ». Bâti sur une superficie de 1 000 m2, il a une architecture en forme de piano à queue. il dispose d'une grande salle d'exposition, d'une bibliothèque, d'une réserve de trois studios servant de logement aux artistes et d'un espace de projection de film.

## Conception
L'initiative de la création du musée revient à Boubacar Kone, un sénégalais ayant étudié en France, qui s'est finalement installé au Canada. L'une des principales raisons de la création de ce musée, était de faire découvrir aux sénégalais le talent artistique de la diaspora américaine, caribéenne et africaine. 
Son caractère privé n'avait pas permis une grande visibilité du musée au sein du public. C'est pour cette raison que l’État du Sénégal a décidé de racheter le musée dans le cadre de sa politique de développement culturel et humain. Cette initiative s'inscrit dans la volonté de l'actuel Président de la République du Sénégal Macky Sall de réaliser le projet Musée de la civilisation noire un des objectifs du Plan Sénégal Émergent (PSE).